# Linea Rikuu ovest

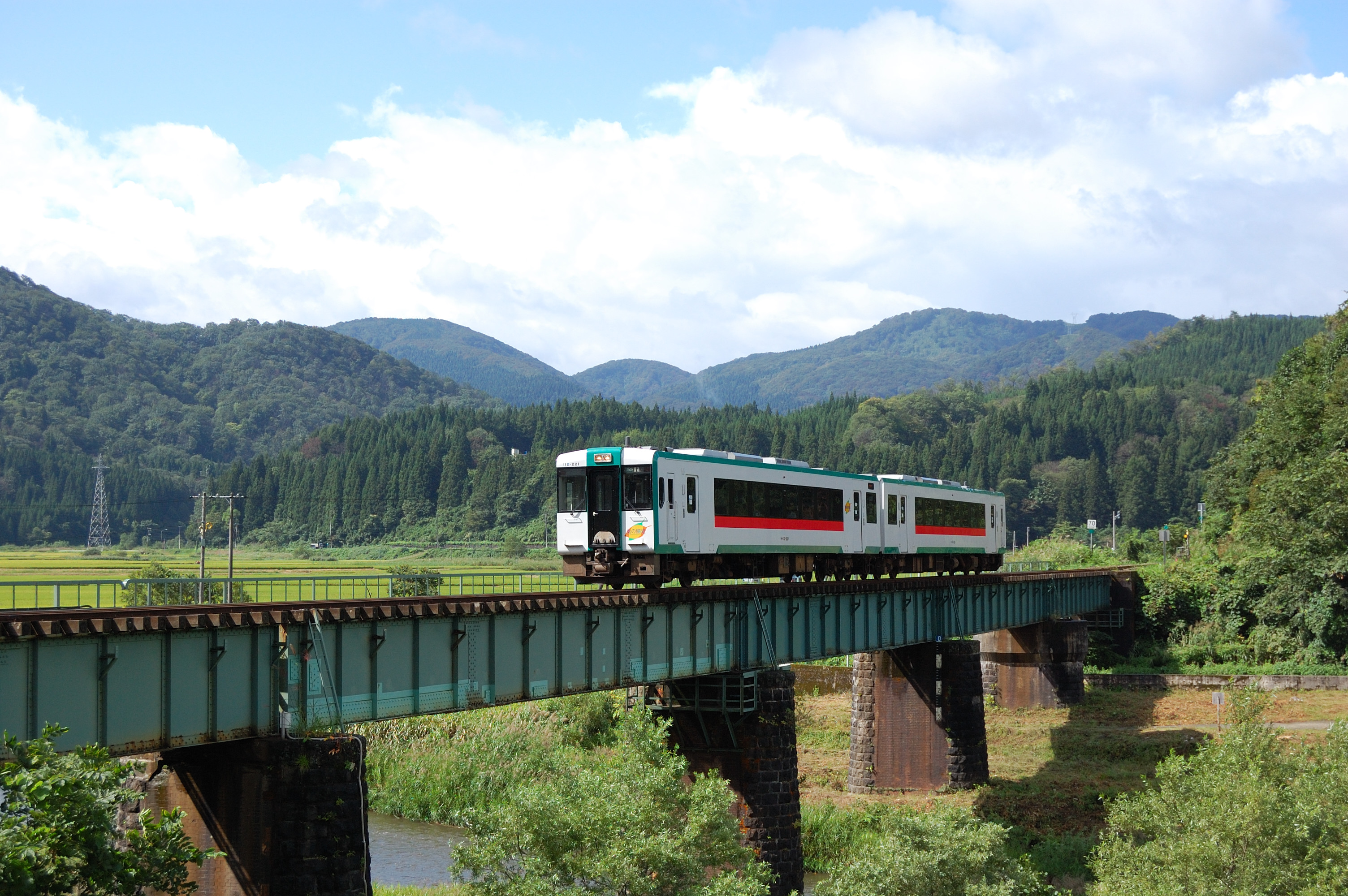
Autotreno della serie E110 in livrea Rikuu ovest

La linea Rikuu ovest (陸羽西線?, Rikuu sai-sen) è una linea ferroviaria giapponese a carattere regionale gestita dalla JR East a scartamento ridotto che collega le stazioni di Shinjō nella città omonima e di Amarume, nella cittadina di Shōnai, entrambe nella prefettura di Yamagata. Tutti i treni comunque proseguono per un tratto sulla linea principale Uetsu fino alla stazione di Sakata. Il nome deriva dagli antichi nomi delle province di Mutsu (陸奥) e Dewa (出羽), che oggi la ferrovia collega.

## Servizi
La linea, a traffico locale, ha per tutto il giorno treni locali, di cui alcuni limitati alla stazione di Amarume, capolinea ufficiale della tratta ferroviaria. Inoltre è presente una coppia al giorno di rapidi chiamati Mogamigawa (最上川?), dal nome del fiume Mogami che scorre nella regione: la mattina da Shinjō a Sakata, e viceversa la sera.

## Stazioni
- Tutte le stazioni si trovano nella prefettura di Yamagata.
- I treni locali fermano in tutte le stazioni
- Le fermate del rapigo "Mogamigawa" sono indicate nella colonna "Rap."

| Stazione               | Giapponese | Distanza (da Shinjō) | Rap. | Collegamenti                                            | Posizione | Posizione |
| ---------------------- | ---------- | -------------------- | ---- | ------------------------------------------------------- | --------- | --------- |
| Shinjō                 | 新庄       | 0.0                  | ●    | Yamagata Shinkansen Linea principale Ōu Linea Rikuu est | Shinjō    | Yamagata  |
| Masukata               | 升形       | 7.5                  | ▼    |                                                         | Shinjō    | Yamagata  |
| Uzen-Zennami           | 羽前前波   | 10.6                 | ▼    |                                                         | Shinjō    | Yamagata  |
| Tsuya                  | 津谷       | 12.9                 | ▼    |                                                         | Tozawa    | Yamagata  |
| Furukuchi              | 古口       | 17.0                 | ●    |                                                         | Tozawa    | Yamagata  |
| Takaya                 | 高屋       | 24.8                 | ｜   |                                                         | Tozawa    | Yamagata  |
| Kiyokawa               | 清川       | 31.1                 | ｜   |                                                         | Shōnai    | Yamagata  |
| Karikawa               | 狩川       | 34.9                 | ●    |                                                         | Shōnai    | Yamagata  |
| Minamino               | 南野       | 38.9                 | ｜   |                                                         | Shōnai    | Yamagata  |
| Amarume                | 余目       | 43.0                 | ●    | Linea principale Uetsu (per Murakami)                   | Shōnai    | Yamagata  |
| Linea principale Uetsu |            |                      |      |                                                         |           | Yamagata  |
| Kita-Amarume           | 北余目     | 45,7                 | ｜   |                                                         | Shōnai    | Yamagata  |
| Sagoshi                | 砂越       | 48,7                 | ｜   |                                                         | Sakata    | Yamagata  |
| Higashi-Sakata         | 東酒田     | 52,0                 | ｜   |                                                         | Sakata    | Yamagata  |
| Sakata                 | 酒田       | 55.3                 | ●    | Linea principale Uetsu (per Akita)                      | Sakata    | Yamagata  |

## Materiale rotabile
- Automotrice diesel KiHa serie 110